# Климент Денчев
Климент Денчев е български и канадски актьор. Бате Климбо, както го познават децата през 70-те години, всеки четвъртък, от 1969 до 1975 г., в предаването „Лека нощ, деца“, рубрика „Климент пее и рисува“ разказва весели и увлекателни истории, като през това време рисува върху стъкло.

## Биография
Роден е на 26 май 1939 г. в София. Завършва актьорско майсторство във ВИТИЗ в класа на проф. Желчо Мандаджиев и работи в театрите в Драматичен театър – Пловдив, и Драматичен театър „Йордан Йовков“ в Толбухин, след което в Сатиричния театър в София. Снимал е с режисьори като Методи Андонов, Бинка Желязкова, Милен Гетов, Павел Павлов и Хачо Бояджиев.
През 1978 – 1979 г., след като е играл в едни от най-популярните и успешни български филми и е кумир на всички български деца, на върха на славата си, Климент Денчев напуска България и заминава за Канада. Там работи в телевизионната секция на Радио „Канада“.
Връща се в България през 2005 г. за снимките на филма „Разследване“ на Иглика Трифонова. Малко след идването си в България претърпява тежка сърдечна операция – поставят му втори байпас.
Сред любимите му занимания през последните години са били да слуша джаз, да свири на банджо и да се разхожда с каубойската си шапка.
Умира на 29 март 2009 г. в Монреал.

## Памет
На Климент Денчев е наречена улица в квартал „Гео Милев“ в София (Карта).

## Участия на фестивали
- Изложение ЕКСПО (Монреал, Канада, 1975)

## Награди и отличия
- Награда на Фестивала на детския филм „Фестимаж“ (Париж, Франция, 1981).
- Награда на Института за детски филми (Торонто, Канада, 1981).
- Награда (Банф, 1982).
- Наградата „Голдън А“ на общината на Ню Йорк на Фестивал на детските филми (Ню Йорк, САЩ, 1982 – 1983).
- Наградата на общината на Чикаго за тв сериала „Климбо“ (Чикаго, САЩ, 1983).
- Сребърната награда на общината на Чикаго (Чикаго, САЩ, 1983).
- Званието Емисион Паракселанс за сериала „Климбо“ (1982 – 1983, 1983 – 1984).

## Театрални роли
- „Прокурорът“ (Георги Джагаров)
- „Швейк през Втората световна война“ (Бертолд Брехт) – Мюлер II
- „Сако от велур“ (Станислав Стратиев) – Евгени

## Телевизионен театър
- „Война в джунглата“ (1974) (Димитър Подвързачов)
- „Цар и водопроводчик“ (1974) (Павел Вежинов)
- „Лют звяр“ (1973) (Никола Русев)
- „Урок по геометрия. Триъгълникът“ (1972) (Алберт Коен) – Пончо
- „Журналистика в Тенеси“ (1969)
- „Марсианска хроника“ (1968) (Рей Бредбъри)

ТВ
- „Климбо пее и рисува“ в детското предаване „Лека нощ, деца“

## Филмография
| Година      | Филми и сериали                                                          | Серии  | Копродукции                           | Роля                                           |
| ----------- | ------------------------------------------------------------------------ | ------ | ------------------------------------- | ---------------------------------------------- |
| 2006        | Разследване                                                              |        | България / Германия / Холандия        | Пламен                                         |
| 2005        | Година от смъртта на Джак Ричардс (A Year in the Death of Jack Richards) |        | Канада                                | поляк                                          |
| 2004        | Различна лоялност (A Different Loyalty) Двоен агент (2 заглавие)         |        | Канада / Великобритания / САЩ / Малта | руски лекар                                    |
| 2002        | Книгата на Ева (The Book of Eve)                                         |        | Канада / Великобритания               | уредника на църквата                           |
| 2002        | Очила (Glasses)                                                          |        | Канада                                | (глас)                                         |
| 2002        | Кучета в снега (Des chiens dans la neige)                                |        | Франция / Канада                      | лекар                                          |
| 2001        | Танцът на кинжала (Stiletto Dance)                                       |        | САЩ / Канада                          | свещеник                                       |
| 2001        | Войната на Вериън (Varian's War)                                         |        | Канада / Великобритания / САЩ         | Стравинск                                      |
| 2001        | Сърце. Историята на Мерилин Бел (Heart: The Marilyn Bell Story)          |        | Канада                                | Горчински                                      |
| 2000        | Маелстрьом (Maelström)                                                   |        | Канада                                | Хед-Айнщайн Карлсон                            |
| 1997        | Назначението (The Assignment)                                            |        | Канада / САЩ / Унгария                | техник от КГБ                                  |
| 1996        | Ямата (Hollow Point)                                                     |        | Канада / САЩ                          | патриарх                                       |
| 1996        | Анджело, Фредо и Ромео (Angelo, Frédo et Roméo)                          |        | Канада                                | славянинът художник                            |
| 1993 – 1995 | Полицайките (Sirens)                                                     | 35     | Канада                                | Игор (в 29-а „Отвличането“)                    |
| 1994        | Сензацията III (Scoop III)                                               | 13     | Канада                                | офицер (в 10-а серия)                          |
| 1993        | Бланш (Blanche)                                                          | 11     | Канада                                | фотографът (в 4-та серия)                      |
| 1992        | Изродът (La bête de foire)                                               |        | Канада                                | Солчек                                         |
| 1992        | Реквием за един хубавец без сърце (Requiem pour un beau sans-coeur)      |        | Канада                                | Маки                                           |
| 1989        | Три срещи със загадъчното                                                | 3      |                                       | лаборантът Димо                                |
| 1989        | Ден първи (Day One)                                                      |        | САЩ / Канада                          | Михаил Поланий                                 |
| 1988        | Милена Нова Трембли (Miléna Nova Tremblay)                               | 2      | Канада                                | Тибор                                          |
| 1985        | Джошуа тогава и сега (Joshua Then and Now)                               |        | Канада                                |                                                |
| 1984        | Сонатина (Sonatine)                                                      |        | Канада                                | български моряк                                |
| 1980        | Приключенията на Авакум Захов                                            | 6      |                                       | Леонид Бошнаков, годеник на Вера (в 6-а серия) |
| 1979        | Магарешки работи – анимация                                              |        |                                       | разказвачът                                    |
| 1979        | Тайфуни с нежни имена                                                    | 3      |                                       | Ралф Бентън, резидент на ЦРУ                   |
| 1978        | Войната на таралежите                                                    | 5      |                                       | другаря Милчев, бащата на Юлия                 |
| 1978        | Инструмент ли е гайдата?                                                 |        |                                       | Пушо                                           |
| 1978        | Момчетата от „Златен лъв“                                                | 4      |                                       | фотографът                                     |
| 1977        | Басейнът                                                                 |        |                                       | Буфо                                           |
| 1975        | Сватбите на Йоан Асен                                                    | 2      |                                       | Пела, дъщеря на унгарския крал Андраш II       |
| 1975        | Авантюрите на Виктор                                                     | 5      |                                       | шофьорът Стоян Хрусанов                        |
| 1974        | Откъде се знаем?                                                         |        |                                       | тенисистът Боби                                |
| 1974        | Баща ми бояджията                                                        |        |                                       | бакалинът                                      |
| 1974        | Нако, Дако, Цако                                                         | 3      |                                       | шефът-наркотрафикант (в 3-та серия: „Моряци“)  |
| 1973        | Голямата скука                                                           |        |                                       |                                                |
| 1972 – 1980 | Лека нощ, възрастни!..                                                   | 27     |                                       | служител                                       |
| 1972        | Козият рог                                                               |        |                                       | Каракемиш, един от насилниците                 |
| 1971        | Шарен свят                                                               | 2 нов. |                                       | приятел на „Кривото“ (в „Изпит“)               |
| 1971        | Няма нищо по-хубаво от лошото време                                      |        |                                       | Роволт                                         |
| 1970        | Сбогом, приятели!                                                        |        |                                       | учител по физкултура                           |
| 1970        | Петимата от „Моби Дик“                                                   |        |                                       | един от диверсантите                           |
| 1969 – 1971 | На всеки километър                                                       | 26     | България / Унгария                    | в 3-та серия „Пеещият часовник“                |
| 1967        | Каприз                                                                   |        |                                       | моряк, приятелят на преводачката               |
| 1967        | Боксьорът (Bokser)                                                       |        | Полша                                 | боксьорът                                      |
| 1966        | Карамбол                                                                 |        |                                       | Емил, диригент в операта и съпруг на Мария     |
| 1965 – 1974 | Произшествие на сляпата улица                                            | 6      |                                       | Славчо Кънев (в 5-а серия)                     |
| 1964        | Конникът                                                                 |        |                                       | Бано                                           |
| 1962        | Двама под небето                                                         |        |                                       | трактористът                                   |